# Sinariola owgarra
Sinariola owgarra là một loài bướm đêm trong họ Noctuidae.